# 圣但尼圣殿

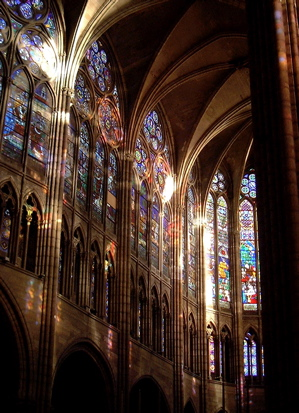
圣但尼圣殿内部

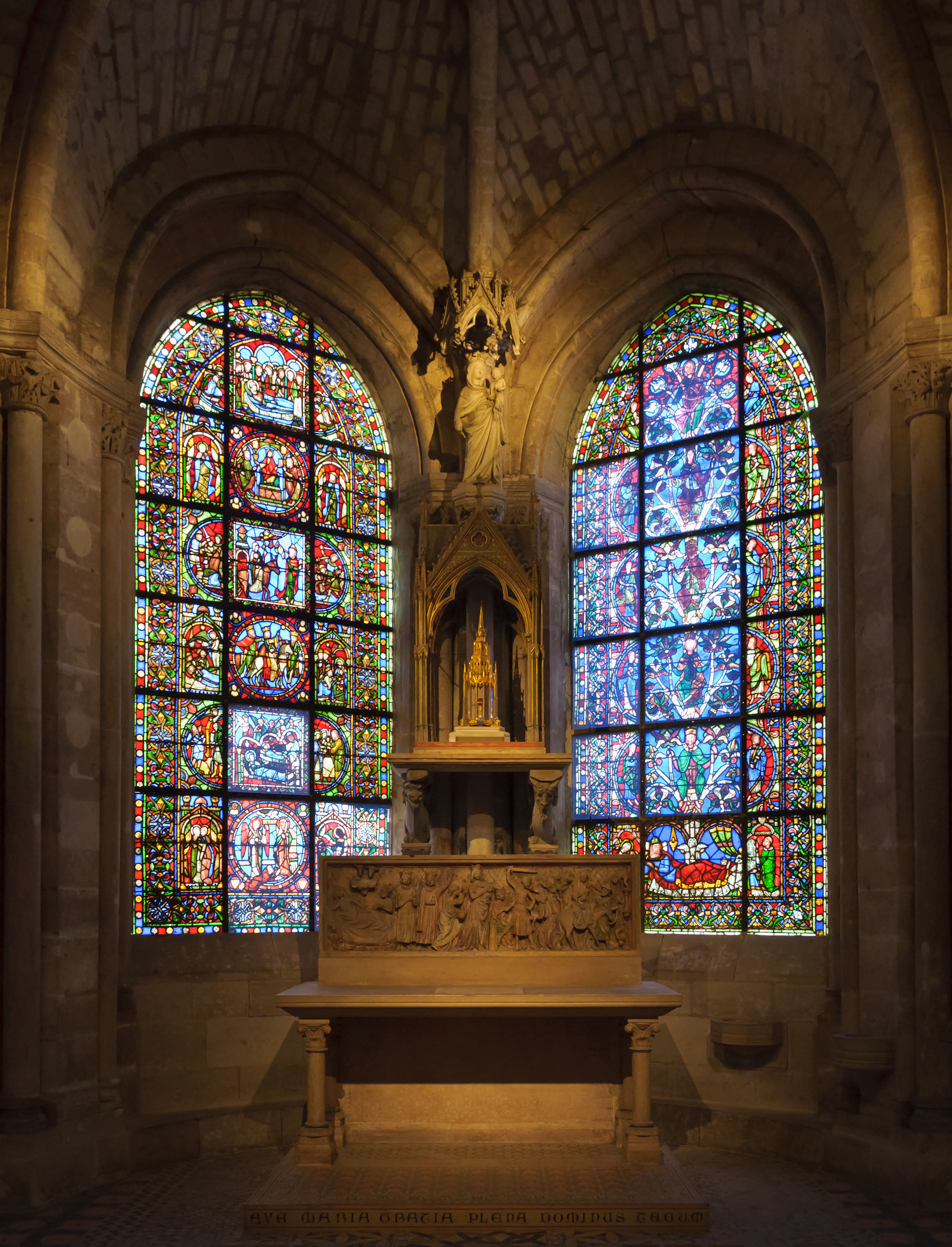
圣丹尼教堂中的圣母堂和彩绘玻璃

聖但尼聖殿主教座堂（法語：Basilique cathédrale de Saint-Denis），簡稱聖但尼聖殿（Basilique de Saint-Denis），前身為聖但尼修道院（Abbaye de Saint-Denis），位于法国巴黎近郊的圣但尼。圣但尼圣殿源自法国主保圣德尼，自克洛维一世以来的几乎所有法国君主均葬于此。法国王后的加冕仪式通常在该教堂举行，而国王的加冕仪式则通常在兰斯主教座堂进行。
在古罗马时代，此处原是高卢-罗马人的墓地，考古遗迹仍遗留在主教座堂的地下。 在聖德尼殉道并埋于此处后，313年，建立起了陵墓式的小圣堂。约公元475年，圣女热纳维耶芙购买了一些巴黎郊外的土地并在当地人的协助下扩建了教堂。 636年，在原本的教堂基础上建成了本笃会修道院，并且在国王达戈贝尔特一世的命令下，之前保存在沙佩勒圣德尼堂的聖德尼圣髑被迁回此处，并得名圣但尼修道院。
12世纪，时任修道院院长叙热希望重建圣丹尼教堂。1143年完工后新的四尖券巧妙地解决了各拱间的肋架拱顶结构问题，有大面积的花窗玻璃提供采光，诸此创新为以后许多教堂所效法。1144年在庆祝圣丹尼重修完成举行的典礼上，各国的主教们吃惊地发现这种建筑形式有着不可抵挡的魅力，于是25年之后凡有代表参加过庆典的地区都出现了类似风格教堂。圣丹尼教堂因此被视为哥特式建筑的鼻祖。
尽管它并非真正的天主教宗座圣殿，但却被称作圣殿（Basilique）。1966年升格為主教座堂，成為聖但尼主教駐地。

## 墓穴
法国歷代君主中，僅有少數（查理曼、路易十一、查理十世、路易-菲利普一世與波拿巴王朝君主）不是葬在圣但尼圣殿，以下是葬于此的较著名者：
- 克洛维一世（465年-511年）
- 希尔德贝一世（496年-558年）
- 达戈贝尔特一世（603年-639年）
- 克洛维二世（635年-657年）
- 查理·马特（686年-741年）
- 丕平（714年-768年）
- 卡洛曼一世（751年-771年）
- 秃头查理（823年-877年）
- 卡洛曼二世（866年-884年）
- 罗贝尔二世（972年-1031年）
- 亨利一世（1008年-1060年）
- 路易六世（1081年-1137年）
- 路易七世（1120年-1180年）
- 腓力二世·奥古斯都（1180年-1223年）
- 路易九世 (1214-1270)
- 查理一世（1226年-1285年）
- 腓力三世（1245年-1285年）
- 腓力四世（1268年-1315年）
- 弗朗索瓦一世 (法兰西)（1494年-1547年）
- 亨利二世（1519年-1559年）
- 弗朗索瓦二世（1544年-1560年）
- 查理九世（1550年-1574年）
- 亨利三世（1551年-1589年）
- 亨利四世（1553年-1610年）
- 路易十三（1601年-1643年）
- 路易十四（1638年-1715年）
- 路易十五（1710年-1774年）
- 路易十六（1754年-1793年）
- 路易十七（1785年-1795年）
- 路易十八（1755年-1824年）